# Boomba music
Sous-genres
Rap kapuka, vegatone
Genres associés
Hip-hop kényan
La boomba music, ou simplement boomba — aussi appelée kapuka — (à ne pas confondre avec le rap kapuka), est un genre musical ayant émergé en 1990, initié par les DJ Redsan, Bebe Cool et Chameleone du label Ogopa Deejays,

## Histoire
Au début des années 2000 au Kenya, la star montante du genre E-Sir, de son vrai nom Issa Mmari Wangui, sort son premier album Boomba Train au label Ogopa Deejays qui sera joué partout dans le pays.

## Caractéristiques
La boomba music intègre des éléments issus du hip-hop, du reggae et de diverses musiques africaines devient populaire au Kenya, en Tanzanie, et en Ouganda. Les paroles sont en anglais, swahili, en Sheng (l’argot de Nairobi) et dans diverses langues locales.

## Sous-genres

### Rap kapuka
Le rap kapuka est un genre musical dérivé du hip-hop et aussi un sous-genre de la musique kapuka (appelé aussi Boomba), mais qui intègre plus d'éléments de musique dance-pop, synthpop et électronique que le reggae et le ragga, mais qui intègre toujours le hip-hop. Des artistes tels que Collo du groupe Kleptomaniax (en) et Camp Mulla (en) intègrent le rap kapuka dans certaines de leurs chansons.

### Vegatone
La vegatone, aussi appelée riftsyde flava ou naxvegas muzik, est un genre musical originaire de la ville de Nakuru. La musique est un mélange de kapuka (boomba) et de reggae.